# Dobków (Łódź)
Pour les articles homonymes, voir Dobków.
Dobków (prononciation [ˈdɔpkuf]) est un village de la gmina de Wodzierady, du powiat de Łask, dans la voïvodie de Łódź, situé dans le centre de la Pologne.
Il se situe à environ 3 kilomètres au sud-ouest de Wodzierady (siège de la gmina), 14 kilomètres au nord de Łask (siège du powiat) et 26 kilomètres à l'ouest de Łódź (capitale de la voïvodie).

## Administration
De 1975 à 1998, le village était attaché administrativement à l'ancienne voïvodie de Sieradz.

Depuis 1999, il fait partie de la nouvelle voïvodie de Łódź.